# Saint-André (Dalhem)
Saint-André (en való Sint-Andrî, neerlandès Sint-Andries) és un antic municipi de Bèlgica a la Província de Lieja que el 1977 es va fusionar amb Dalhem. Té 489 habitants i té una superfície de 362 ha, regat pel Ri d'Asse.

## Història

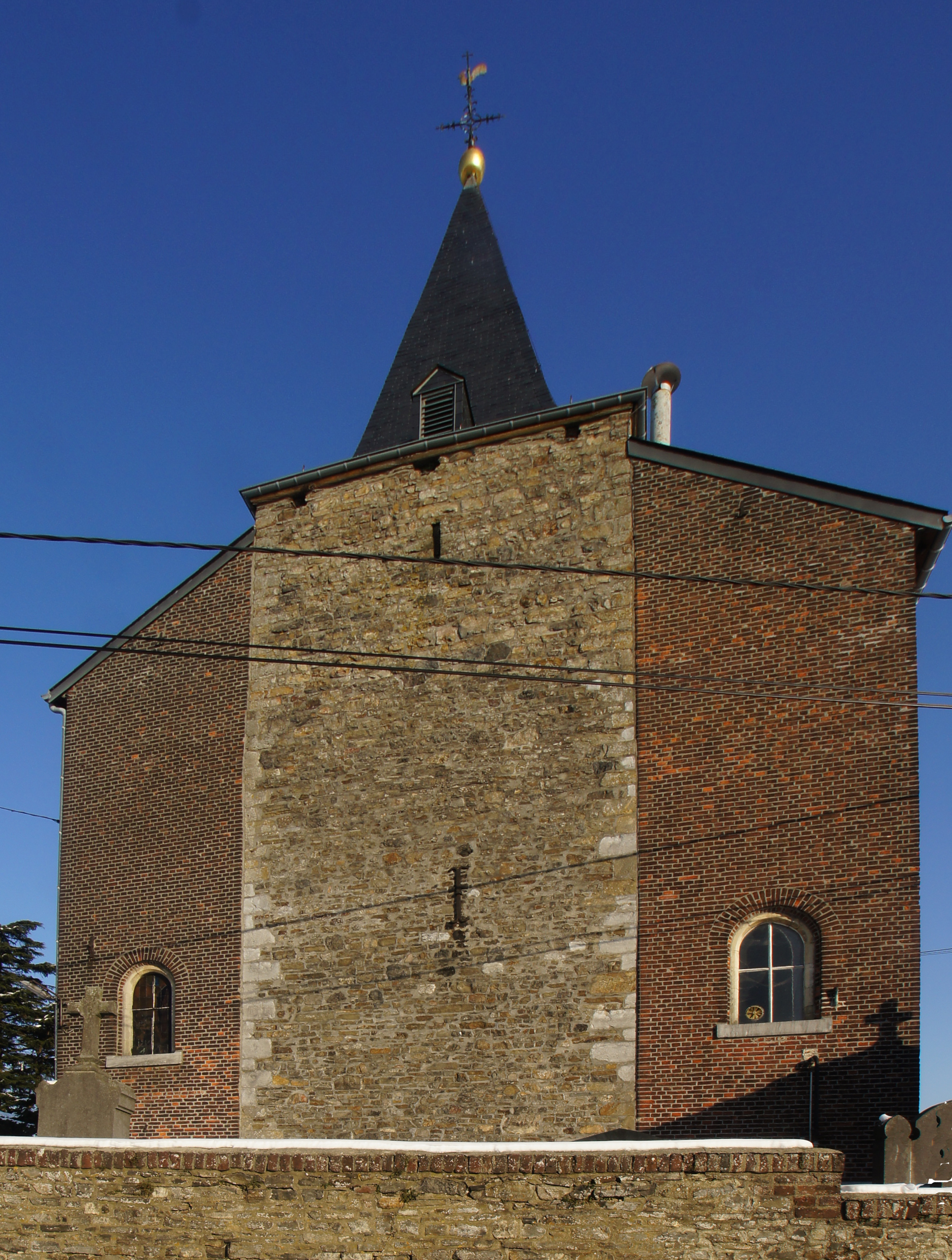
El campanar fortificat del al mig de l'eixample neoclassicista del 1857

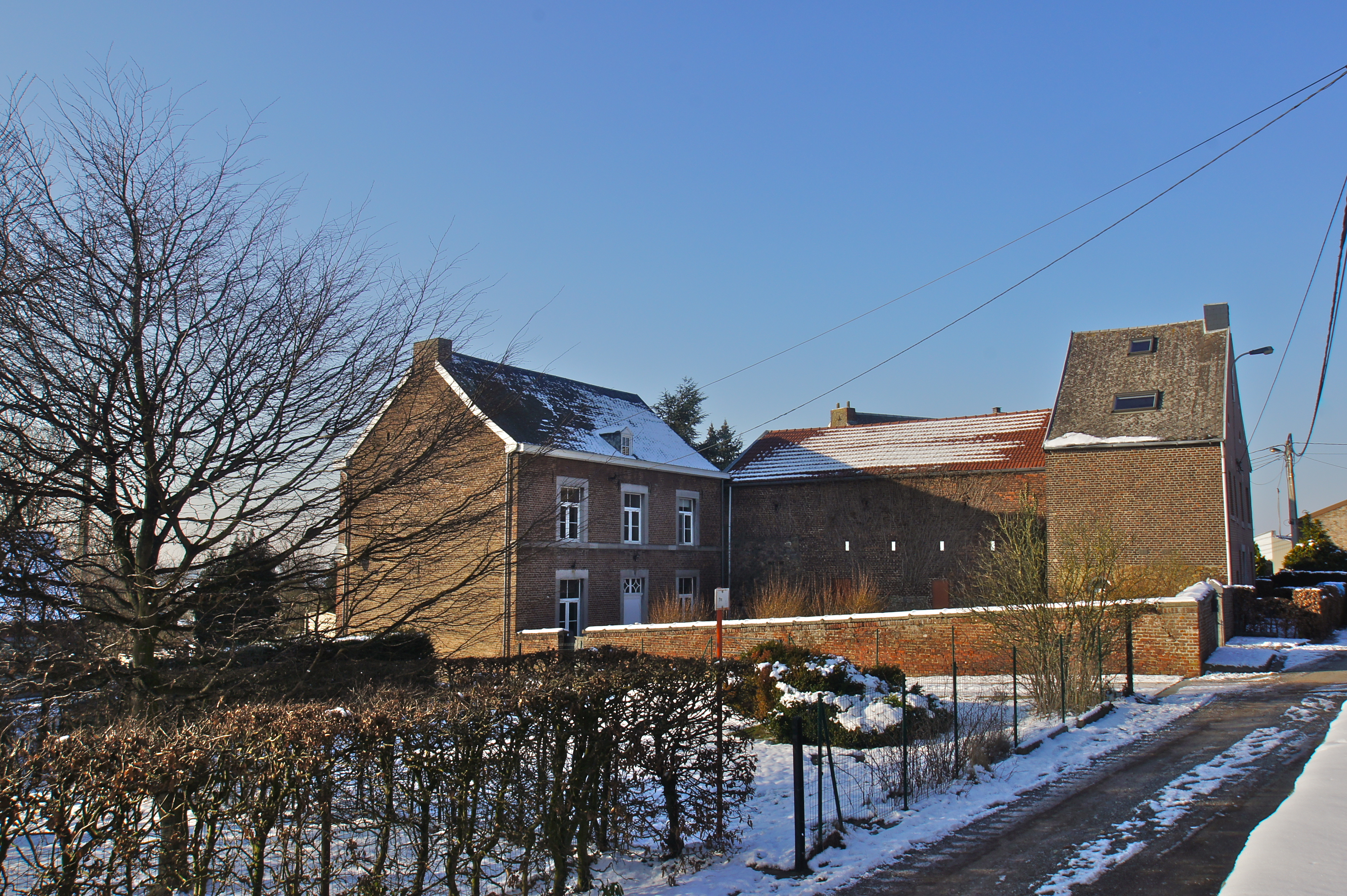
Masia

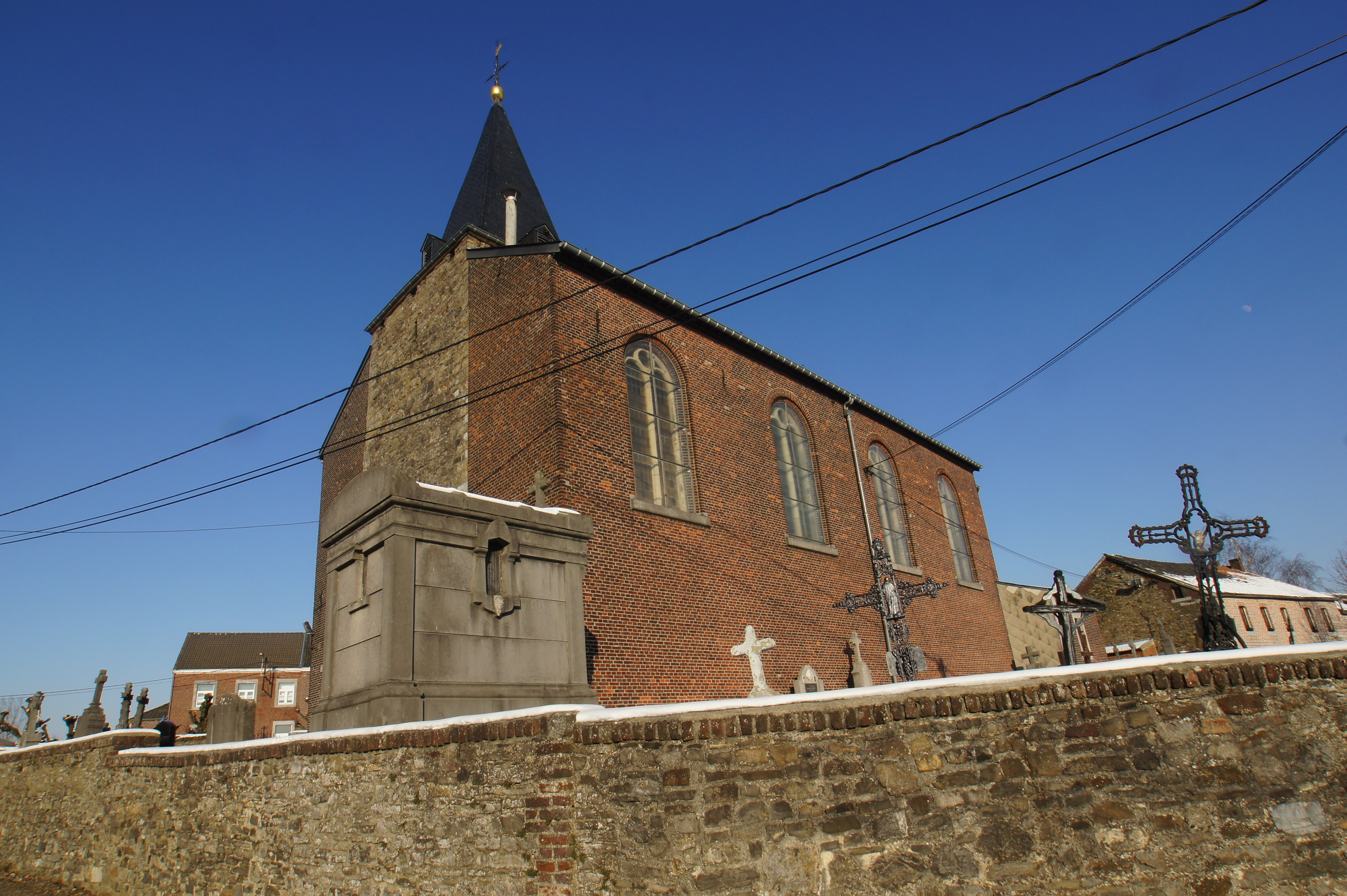
Església d'Andreu i cementiri

Antigament, la localitat es deia senyoria de Curtile i pertanyia al territori carolingi. Al Segle X, l'emperador Otó III va cedir-lo a l'abadia de Joan Baptista a Burtscheid, actualment a Alemanya. Una primer petit santuari va construir-se al segle xii i va ser dedicat a sant Andreu. El campanar, al qual es poden encara observar les espitlleres, servia també de refugi per a la població durant les batalles freqüents d'aquesta època. Al segle 1859, una església nova més ample va construir-se a l'entorn de l'antic campanar. El primer esment escrit data del 1224 en un document del papa Honori III.
El 1283 el duc Joan I de Brabant va comprar Sant Andreu i l'afegí al feu de Trembleur (Blegny). El 1396 passà sota dominació borgonyona i s'integra a les Disset Províncies. Durant tot el segle tota la zona va ser víctima de moltes batalles i saquejos. Als segles xvi i xvii van seguir les batalles entre l'ocupant habsburguès castellà i més tard austríac d'un costat i els calvinistes insurrectes de les Set Províncies Unides.
El Tractat de partició del 1661 va atorgar el poble a la república de les Províncies Unides. Al Tractat de Fontainebleau (1785) la república va cedir Berne a Àustria en bescanvi per a parts del País de Valkenburg. La revolució francesa va suprimir el comtat de Dalhem. El 1815 passà al Regne Unit dels Països Baixos i el 1830 a Bèlgica. L'1 de gener de 1977, va escindir-se en dues parts: els nuclis de Lonneux, Neuvehaye i Tige passaren a Blegny, l'altra part passà a Dalhem.
Ara com antany, l'activitat principal del poble és l'agricultura amb la cultura típica del País d'Herve: fruita, bestiar, llet i els seus derivats, la transformació es fa principalment al polígon industrial d'Aubel o a Herve. Fins al 1918 hi ha hagut unes explotacions proto-industrials de calç i de sílex sense importància supralocal.